# ناتاليا بونس دي ليون
ناتاليا بونس دي ليون (بالإسبانية: Natalia Ponce de León)‏ (من مواليد عام 1981) هي امرأة كولومبية وضحية لجريمة عُرفت باعتداءات رش الحمض. نجحت ناتاليا في تدشين حملة قانونية تستهدف معاقبة مرتكبي تلك الاعتداءات في بلدها.

## الاعتداءات
تم الاعتداء على بونس دي ليون، التي كانت امرأة أعمال ناجحة، من قِبَل جوناثان فيجا، الذي ألقى لترًا من حمض الكبريتيك على وجهها وجسدها في 27 مارس 2014 أثناء زيارتها لوالدتها في سانتا باربرا. وأفادت التقارير بأن فيجا، وهي جار سابق لناتاليا، كان «مهووسًا» ببونسي دي ليون وكان قد وجه لها تهديدات بالقتل بعد رفضها إقامة علاقة معه. [2] احترق 24 ٪ من جسدها بشدة نتيجة للهجوم. خضعت بونسي دي ليون ل15 جراحة ترميمية في وجهها وجسمها منذ الهجوم.

## الاحتجاج العام والقانون الجديد
لم تكن حالة بونسي دي ليون حادثة فردية؛ ف قبل ثلاث سنوات من وقوع الهجوم، أبلغت كولومبيا عن أعلى معدلات لاعتداءات رش الحمض للفرد الواحد في العالم. ومع ذلك، لم يكن هناك قانون فعال حتى بدأت حملة بونس دي ليون في الأشهر التالية لهجومها.
يٌعرِّف القانون الجديد، الذي سُمي باسمها، الهجمات الحمضية بأنها جريمة محددة يصل الحد الأقصى للعقوبات فيها إلى السجن لمدة 50 عامُا بالنسبة للمجرمين المُدانين. يهدف القانون أيضًا إلى توفير الرعاية الصحية الأفضل للضحايا بما في ذلك الجراحة الترميمية والعلاج النفسي. أعربت بونسي دي ليون عن أملها في أن يكون القانون الجديد بمثابة رادع ضد هجمات المستقبل.

## التغطية الإعلامية
تحدثت بونس دي ليون بشجاعة بشكل علني وهي مُرتديةً قناعًا وقائيًا أثناء حملتها. ومع ذلك، قررت أن تظهر وجهها عندما تم نشر كتاب إعادة ميلاد ناتاليا بونس دي ليون -El renacimiento de Natalia Ponce de León، الذي يروي قصتها، في أبريل 2015.